# San Marinos Grand Prix 1992
San Marinos Grand Prix 1992 var det femte av 16 lopp ingående i formel 1-VM 1992.

## Resultat
1. Nigel Mansell, Williams-Renault, 10 poäng
2. Riccardo Patrese, Williams-Renault, 6
3. Ayrton Senna, McLaren-Honda, 4
4. Martin Brundle, Benetton-Ford, 3
5. Michele Alboreto, Footwork-Mugen Honda, 2
6. Pierluigi Martini, BMS Scuderia Italia (Dallara-Ferrari), 1
7. Mauricio Gugelmin, Jordan-Yamaha
8. Olivier Grouillard, Tyrrell-Ilmor
9. Erik Comas, Ligier-Renault
10. Aguri Suzuki, Footwork-Mugen Honda
11. JJ Lehto, BMS Scuderia Italia (Dallara-Ferrari) (varv 57, motor)
12. Karl Wendlinger, March-Ilmor
13. Paul Belmondo, March-Ilmor
14. Andrea de Cesaris, Tyrrell-Ilmor (55, bränslesystem)

### Förare som bröt loppet
- Ukyo Katayama, Larrousse-Lamborghini (varv 40, snurrade av)
- Jean Alesi, Ferrari (39, kollision)
- Gerhard Berger, McLaren-Honda (39, kollision)
- Bertrand Gachot, Larrousse-Lamborghini (32, snurrade av)
- Thierry Boutsen, Ligier-Renault (29, motor)
- Stefano Modena, Jordan-Yamaha (25, växellåda)
- Gianni Morbidelli, Minardi-Lamborghini (24, motor)
- Gabriele Tarquini, Fondmetal-Ford (24, motor)
- Michael Schumacher, Benetton-Ford (20, snurrade av)
- Ivan Capelli, Ferrari (11, snurrade av)
- Christian Fittipaldi, Minardi-Lamborghini (8, växellåda)
- Johnny Herbert, Lotus-Ford (8, växellåda)

### Förare som ej kvalificerade sig
- Mika Häkkinen, Lotus-Ford
- Andrea Chiesa, Fondmetal-Ford
- Damon Hill, Brabham-Judd
- Eric van de Poele, Brabham-Judd

### Förare som ej förkvalificerade sig
- Roberto Moreno, Andrea Moda-Judd
- Perry McCarthy, Andrea Moda-Judd

## VM-ställning
| Förarmästerskapet 1. Nigel Mansell, Williams-Renault, 50 2. Riccardo Patrese, Williams-Renault, 24 3. Michael Schumacher, Benetton-Ford, 17 | Konstruktörsmästerskapet 1. Williams-Renault, 74 2. Benetton-Ford, 20 3. McLaren-Honda, 16 |